# Poliester

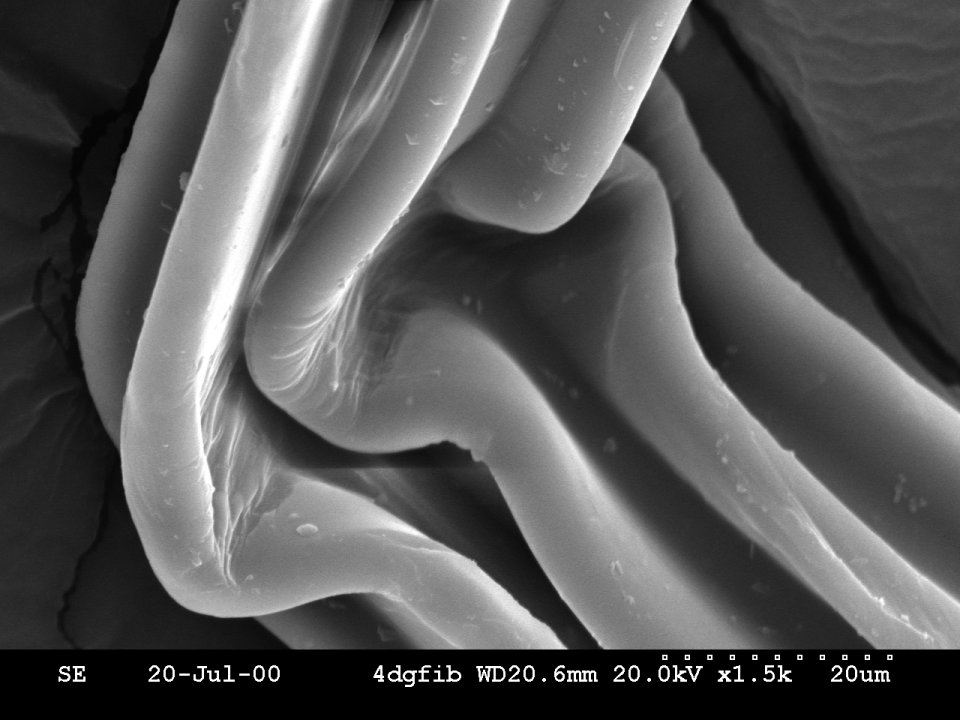
Imagine realizată cu microscopul electronic a unor fibre de poliester

Poliesterii reprezintă o categorie de polimeri care conțin în catena lor principală o grupă funcțională ester. Ca material, termenul face referire de cele mai multe ori la tereftalatul de polietilenă (PET). Unii poliesteri sunt întâlniți în natură, precum este cutina, sau pot fi sintetici, precum polibutiratul. Unii poliesteri sintetici și cei naturali sunt biodegradabili, dar majoritatea celor sintetici nu sunt. Depinzând de structura chimică, poliesterii pot fi materiale termoplastice sau termostabile.

## Obținere
Sinteza poliesterilor se face în general prin intermediul unei reacții de policondensare. Ecuația reacției generale dintre un diol și un acid dicarboxilic este:
(n+1) R(OH)2 + n R´(COOH)2 → HO[ROOCR´COO]nROH + 2n H2O

### Esterificare azeotropă
Prin intermediul acestei metode, un alcool reacționează cu un acid carboxilic cu formarea unui ester carboxilic. Pentru obținerea și formarea polimerului, apa formată în urma reacției trebuie să fie eliminată continuu prin distilare azeotropă.

### Transesterificare alcoolică

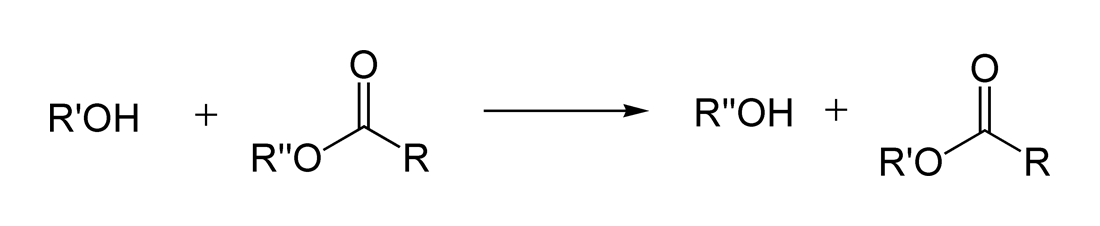
Transesterificarea: un oligomer ce are o grupă alcoolică terminală și unul cu grupă ester terminală se condensează cu formarea unei legături esterice și a unui alcool. R și R' sunt cele două catene ale oligomerilor, iar este o grupă oarecare, precum metil (caz în care celălalt produs de reacție este metanolul).